# کلاینماخنوو
کلاینماخنوو (به آلمانی: Kleinmachnow) یک شهر در آلمان است که در پوتسدام-میتلمارک واقع شده‌است. کلاینماخنوو ۱۹٬۰۰۰ نفر جمعیت دارد.

## خواهرخوانده
شهر شپفهایم خواهرخواندهٔ کلاینماخنوو هست.